# HansePferd Hamburg
Die HansePferd Hamburg war eine Messe für Pferdesport in Hamburg. Sie wurde erstmals 1987 durchgeführt und fand seit 1988 alle zwei Jahre im Frühjahr auf dem Gelände der Hamburg Messe statt. Veranstaltet wurde sie von der Hamburg Messe und Congress GmbH. 2020 entfiel die Messe wegen der COVID-19-Pandemie. Ideeller Träger der Messe war der Landesverband der Reit- und Fahrvereine Hamburg. Ende Oktober 2022 beschloss die veranstaltende Hamburg Messe, die HansePferd einzustellen.

## Vorgänger
Vorgänger der HansePferd Hamburg war eine Freizeit-, Hobby- und Gartenmesse. Diese wies eine Halle für den Pferdesport auf. Bedingt durch den großen Andrang dort fiel die Entscheidung, eine eigene Pferdesportmesse ins Leben zu rufen.

## Daten (2016)
Die dreitägige Messe hatte 2016 mehr als 53.000 Besucher, davon ca. 52.000 aus Deutschland. Auf 47.600 Quadratmetern Fläche in sieben Hallen präsentierten mehr als 450 Aussteller aus 14 Ländern ihre Angebote. Über 300 Pferde und Ponys verschiedener Rassen waren vertreten.
Themenbereiche waren:
- Pferdesportartikel
- Ausbildung
- Reiturlaub
- Premiumartikel und Exklusives
- Islandpferde
- Westernreiten und Horsemanship
- Gesundheit und Futter
- Haltung und Investitionsgüter, Pferdetransport
- Pferdezucht sowie Pferderassen.

## Programm und Veranstaltungen
Neben den Angeboten der Aussteller bot die Messe ein Rahmenprogramm auf Vorführ- und Sonderflächen (z. B. pferdesportliche Übungen) sowie eine Showveranstaltung. Menschen, die besondere Verdienste im Pferdesport erworben und welche zu Hamburg eine besondere Beziehung hatten, wurden mit dem HansePferd Erinnerungspreis ausgezeichnet. Im Jahr 2016 wurde dieser Albert Darboven zugesprochen.